# 渡口堡乡
渡口堡乡，是中华人民共和国河北省张家口怀安县下辖的一个乡镇级行政单位。

## 行政区划
渡口堡乡下辖以下地区：
渡口堡村、新民村、良民沟村、西赵家窑村、盘道门村、景家山村、西坪山村、双落沟村、沙沟村、马市口村、桃沟村、西洋河村、王家湾村、新龙湾村、两界台村、满洲坡村、马圈湾村、翁家湾村、南堰截村、景家湾村、阴家湾村、菜碱滩村、瓦沟台村、大南沟村、耙齿沟村、长条沟村和朱家窑村。